# Nautica da diporto

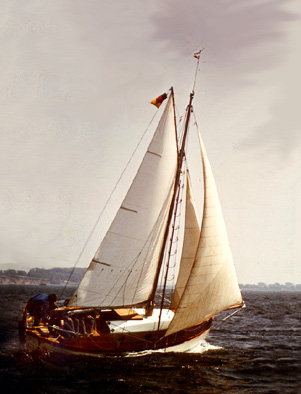
Barca a vela, tipica imbarcazione da diporto

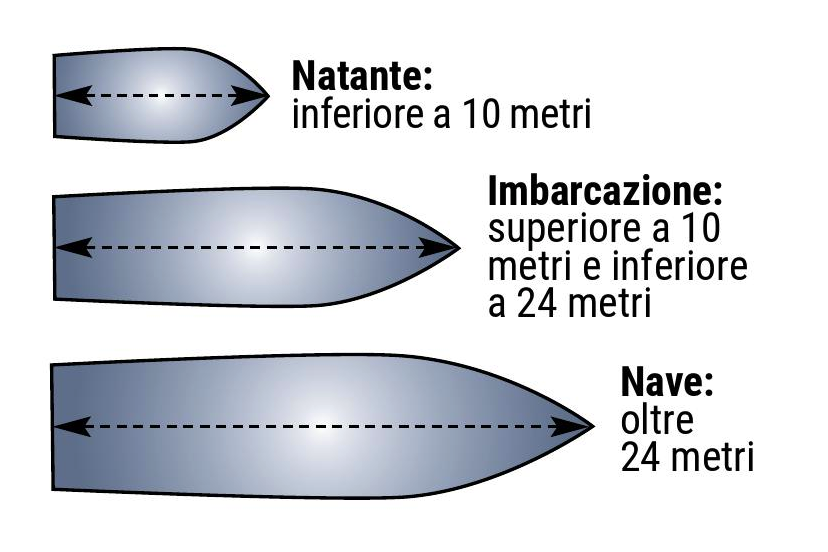
Categorie nautica da diporto

La nautica da diporto è la nautica eseguita a scopo sportivo o ricreativo o, più in genere, senza fini commerciali (salvo fattispecie specifiche previste dalle normative nazionali), effettuata a bordo di navi, imbarcazioni e natanti (questi ultimi, generalmente solo in acque interne). In Italia è regolamentata da una serie di normative.
Alla materia nel suo insieme, nei suoi aspetti non solo tecnici, ma anche giuridico-economici, ci si riferisce con i termini "nautica da diporto" o, in senso informale, "diporto nautico", mentre il "diportismo" (yachting in inglese) è la pratica dello sport nautico mediante imbarcazioni da diporto.

## Leggi e regolamenti
Italia
- Legge 8 luglio 2003, n. 172, in materia di "Disposizioni per il riordino e il rilancio della nautica da diporto e del turismo nautico."
- Decreto legislativo 18 luglio 2005, n. 171, in materia di "Codice della nautica da diporto ed attuazione della direttiva 2003/44/CE, a norma dell'articolo 6 della legge 8 luglio 2003, n. 172."
- Decreto ministeriale 29 luglio 2008, n. 146, in materia di "Regolamento di attuazione dell'articolo 65 del decreto legislativo 18 luglio 2005, n. 171, recante il codice della nautica da diporto."

Direttive europee
- Safety and environment: EU harmonised requirements for recreational craft ("Sicurezza e ambiente: requisiti armonizzati dell'Unione Europea per le imbarcazioni da diporto")[5].